# Campeonato de España de Ciclismo Contrarreloj 2011
La XVIII edición del Campeonato de España de Ciclismo Contrarreloj se disputó el 24 de junio de 2011 en Vall de Uxó (provincia de Castellón), por un circuito que constaba de 44,5 km de recorrido.
Finalmente la disputaron 20 ciclistas de los 28 anunciados inicialmente.
La prueba fue ganada por Luis León Sánchez, que consiguió su tercer campeonato. Le acompañaron en el podio Jonathan Castroviejo (segundo) y Alberto Contador, que siendo el gran favorito, que en principio obtuvo el tercer puesto pero fue desclasificado como consecuencia del Caso Contador (ver sección Alberto Contador y el Caso Contador) por lo que José Iván Gutiérrez pasó al tercer lugar.

## Clasificación final
| \| Clasificación general \| Clasificación general \| Clasificación general \| Clasificación general \| Clasificación general \| \| Ciclista \| Ciclista \| Equipo \| Tiempo \| \| \| --------------------- \| --------------------- \| --------------------------- \| --------------------- \| --------------------- \| \| 1.º \| Luis León Sánchez \| Rabobank \| 56 min 43 s \| \| \| 2.º \| Jonathan Castroviejo \| Euskaltel-Euskadi \| + 1 min 01 s \| \| \| 3.º \| Alberto Contador \| Saxo Bank-Sungard \| DES \| \| \| 3.º \| Iván Gutiérrez \| Movistar Team \| + 1 min 47 s \| \| \| 4.º \| Jesús Herrada \| Movistar Team \| + 2 min 10 s \| \| \| 5.º \| Alejandro Marque \| Onda \| + 2 min 32 s \| \| \| 6.º \| Gorka Izagirre \| Euskaltel-Euskadi \| + 2 min 35 s \| \| \| 7.º \| Jesús del Nero \| NetApp \| + 3 min 07 s \| \| \| 8.º \| Jesús Rosendo \| Andalucía-Caja Granada \| + 3 min 17 s \| \| \| 9.º \| Lluís Mas \| Burgos 2016-Castilla y León \| + 3 min 19 s \| \| \| 10.º \| Víctor Cabedo \| Orbea Continental \| + 3 min 36 s \| \| |                      |                             |              |
| |                      |                             |              |
| |                      |                             |              |
| Clasificación general |                      |                             |              |
| Ciclista | Ciclista             | Equipo                      | Tiempo       |
| 1.º | Luis León Sánchez    | Rabobank                    | 56 min 43 s  |
| 2.º | Jonathan Castroviejo | Euskaltel-Euskadi           | + 1 min 01 s |
| 3.º | Alberto Contador     | Saxo Bank-Sungard           | DES          |
| 3.º | Iván Gutiérrez       | Movistar Team               | + 1 min 47 s |
| 4.º | Jesús Herrada        | Movistar Team               | + 2 min 10 s |
| 5.º | Alejandro Marque     | Onda                        | + 2 min 32 s |
| 6.º | Gorka Izagirre       | Euskaltel-Euskadi           | + 2 min 35 s |
| 7.º | Jesús del Nero       | NetApp                      | + 3 min 07 s |
| 8.º | Jesús Rosendo        | Andalucía-Caja Granada      | + 3 min 17 s |
| 9.º | Lluís Mas            | Burgos 2016-Castilla y León | + 3 min 19 s |
| 10.º | Víctor Cabedo        | Orbea Continental           | + 3 min 36 s |

## Alberto Contador y el Caso Contador
A pesar de que Alberto Contador no diese positivo en esta carrera ni en las anteriores durante el año, el 6 de febrero de 2012 la UCI, a instancias del TAS, decidió anular todos los resultados del ciclista español durante el 2011 debido a su positivo por clembuterol en el Tour de Francia 2011.
Por lo tanto oficialmente Contador fue descalificado del campeonato nacional con la indicación "0 DSQ" (descalificado), aunque indicando el tiempo con el que había acabado la carrera, en la que finalizó segundo. Su exclusión supuso que todos corredores que quedaron por detrás de él subiesen un puesto en la clasificación.